# Arue, Landes
Arue (gaskonsko Arua) je naselje in občina v francoskem departmaju Landes regije Akvitanije. Naselje je leta 2009 imelo 305 prebivalcev.

## Geografija
Kraj leži v pokrajini Gaskonji 26 km severovzhodno od Mont-de-Marsana.

## Uprava
Občina Arue skupaj s sosednjimi občinami Bourriot-Bergonce, Cachen, Labastide-d'Armagnac, Lencouacq, Maillas, Pouydesseaux, Retjons, Roquefort, Saint-Gor, Saint-Justin, Sarbazan in Vielle-Soubiran sestavlja kanton Roquefort s sedežem v Roquefortu. Kanton je sestavni del okrožja Mont-de-Marsan.

## Zanimivosti
- cerkev sv. Klara,
- cerkev sv. Petra, Le Ginx, iz 12. stoletja.